# Hildegard Westhoff-Krummacher
Hildegard Westhoff-Krummacher (* 24. September 1930 in Bergisch Gladbach; † 15. Mai 2025) war eine deutsche Kunsthistorikerin und Kuratorin. Die Schwerpunkte ihrer Forschungen lagen in den Bereichen Porträtmalerei, Malerei vom 16. bis 19. Jahrhundert, Kunsthandwerk (Porzellan, Möbel) und Frauengeschichte.

## Leben und Wirken
Hildegard Westhoff-Krummacher war die dritte Tochter von Gottfried Adolf Krummacher und seiner Frau Marianne, geb. Schmidt, einer Tochter des Verlegers Otto Schmidt. Nach dem Abitur an der Heinrich-Schütz-Schule in Kassel studierte sie von 1951 bis 1954 Jura und Volkswirtschaft an der Universität Marburg sowie der Universität Kassel. Es folgten Studien der Kunstgeschichte, Archäologie und Psychologie an der Goethe-Universität Frankfurt. Sie schloss ihr Studium 1961 an der Universität Bonn mit einer Dissertation bei Heinrich Lützeler zum Thema „Die Porträts Bartholomäus Bruyn d. Ä. (1493–1555)“ ab. Für diese Arbeit wurde sie 1961 vom Landschaftsverband Rheinland mit dem Paul Clemen-Stipendium ausgezeichnet. Während des Studiums war sie journalistisch als Mitarbeiterin der Kölnischen Rundschau und der Bonner Rundschau tätig.
Ihre berufliche Laufbahn begann sie in Köln als wissenschaftliche Volontärin am Wallraf-Richartz-Museum (1962–1964); zeitgleich war sie Dozentin für Kunstgeschichte an der Rheinisch-Westfälischen Werbefachschule. Anschließend forschte sie als wissenschaftliche Mitarbeiterin mit dem Auftrag der Erarbeitung wissenschaftlicher Kataloge für das Wallraf-Richartz-Museum und das Westfälische Landesmuseum Münster. Von 1971 bis 1972 erarbeitete sie für das Landesmuseum den Katalog der Gemälde des 19. Jahrhunderts und erhielt anschließend von diesem Museum und vom Ministerium für Wissenschaft und Forschung den Forschungsauftrag über den westfälischen Maler Johann Christoph Rincklake. Hieraus ging ihre Publikation „Johann Christoph Rincklake. Ein westfälischer Bildnismaler um 1800“ hervor. 1978 wurde sie wissenschaftliche Referentin und Kuratorin für Gemälde und Kunsthandwerk des 18. und 19. Jahrhunderts am Westfälischen Landesmuseum und war außerdem ab 1985 Lehrbeauftragte für Kunstgeschichte an der Westfälischen Wilhelms-Universität Münster.
Zu den Erfolgen der von ihr kuratierten, mit  hohen Besucherzahlen aufgenommenen Ausstellungen zählte neben dem „Fürstenberger Porzellan“ vor allem die gegen anfängliche Widerstände durchgesetzte Ausstellung „Als die Frauen noch sanft und engelsgleich waren. Die Sicht der Frau in der Zeit der Aufklärung und des Biedermeier“. Der Erfolg dieser Ausstellung mit fast 100.000 Besuchern beruhte auch darauf, dass ein ernstes Thema auf humorvolle Weise betrachtet wurde, nämlich dass entlarvt wurde, wie die bürgerlichen Zeiten „im Namen der Sittlichkeit, der Tugend, der Frömmigkeit und der Sanftmut nicht nur eine nie dagewesene soziale Zurichtung, eine seelische und geistige Verkrüppelung und geistige Ausbürgerung der Frauen, sondern gegen alles Leben eine inhumane Abtötung individueller weiblicher Entfaltung“ mit sich brachten.
Bis 1996 wirkte sie am Westfälischen Landesmuseum und war in dessen Freundeskreis engagiert, über den sie viele Neuerwerbungen erstritt, meist Silber- und Porzellanobjekte. „Geschätzt, ja bewundert wurde sie für ihre profunden Kenntnisse des 18. Und 19. Jahrhunderts, ihre geschliffene Formulierungskunst und vor allem ihren eleganten Humor.“

## Kunst- und Kulturvermittlung
Westhoff-Krummacher wurde neben ihrer wissenschaftlichen Tätigkeit auch durch ihre eindrucksvollen Reden bekannt, mit denen sie ihre Zuhörer in den Bann zog und für Kunst und Kultur begeisterte. Viele ihrer Vorträge hatten einen solchen Erfolg, dass sie auch in Druckform erschienen. Auf Einladung der Oberbürgermeisterin Marion Tüns hielt sie 1997 auf dem Neujahrsempfang der Stadt Münster die Festansprache.
Ihre jahrzehntelange Erfahrung und Expertise setzte sie ab 1996 auch als Kunstexpertin beim WDR ein, womit ihre Beiträge ein großes Publikum erreichen konnten. Im Fernsehen trat sie als Expertin bei „Gekauft, gesammelt und geerbt“ auf.

## Privates
Westhoff-Krummacher hatte zwei Söhne und lebte in Münster. Sie starb am 15. Mai 2025.

## Publikationen (Auswahl)

### Monografien
- Barthel Bruyn der Ältere als Bildnismaler. München 1965 (Kunstwissenschaftliche Studien, 35) (zugl. Univ.-Diss., Bonn 1961).
- Johann Christoph Rincklake. Ein westfälischer Bildnismaler um 1800. München 1984.

### Kataloge
- Katalog der Bildwerke seit etwa 1800 im Wallraf-Richartz-Museum und im öffentlichen Besitz der Stadt Köln (Kat. des Wallraf-Richartz-Museum, 2), Köln 1965.
- Katalog der Gemälde des 19. Jahrhunderts im Westfälischen Landesmuseum für Kunst und Kulturgeschichte (Kataloge des Westfälischen Landesmuseums für Kunst und Kulturgeschichte, 1), Münster 19* 5.
- Porzellan des Bürgertums – englisches und deutsches Steingut und seine Beziehungen zu Westfalen. (Bildhefte des Westfälischen Landesmuseums für Kunst und Kulturgeschichte, 12), Münster 1980.
- Johann Christoph Rincklake. Westfalens Gesellschaft um 1800. Ausstellungskatalog Westfälisches Landesmuseum für Kunst und Kulturgeschichte, Münster 1984.
- Weißes Gold aus Fürstenberg. Kulturgeschichte im Spiegel des Porzellans 1747–1830. Ausstellungskatalog Westfälisches Landesmuseum für Kunst und Kulturgeschichte, Münster/Braunschweig 1988.
- Berliner Porzellan aus Privatbesitz. (Bildhefte des Westfälischen Landesmuseums für Kunst und Kulturgeschichte, 31), Münster 1991.
- Als die Frauen noch sanft und engelsgleich waren. Die Sicht der Frau in der Zeit der Aufklärung und des Biedermeier. Ausstellungskatalog Westfälisches Landesmuseum für Kunst und Kulturgeschichte, Münster 1995.